# Stazione di El Barrial
La stazione di El Barrial (anche conosciuta come El Barrial-Centro Comercial Pozuelo) è una fermata ferroviaria di Madrid, sulla linea Madrid Atocha Cercanías - Pinar de las Rozas.
Forma parte delle linee C7 e C10 delle Cercanías di Madrid.
Si trova nel quartiere El Plantío, nel distretto Moncloa-Aravaca di Madrid.

## Storia
La stazione è stata aperta il 23 dicembre 1994 con nome di El Barrial, a cui venne aggiunto Centro Comercial Pozuelo quando venne aperto il centro commerciale che si trova a fianco al parcheggio della stazione.